# Oligodon planiceps
Espèce
Synonymes
- Simotes planiceps Boulenger, 1888

Statut de conservation UICN

 LC  : Préoccupation mineure
Oligodon planiceps est une espèce de serpent de la famille des Colubridae.

## Répartition
Cette espèce est endémique de Birmanie.

## Description
Dans sa description Boulenger indique que le spécimen en sa possession mesure 130 mm dont 15 mm pour la queue. Son dos est brun pâle et sa face ventrale rosâtre.

## Étymologie
Son nom d'espèce, du latin planus, « plate », et ceps, « tête », lui a été donné en référence à sa morphologie.

## Publication originale
- Boulenger, 1888 : An account of the Reptilia obtained in Burma, north of Tenasserim, by M. L. Fea, of the Genova Civic Museum. Annali del Museo Civico di Storia Naturale di Genova, ser. 2, vol. 6, p. 593-604 (texte intégral).